# Елизабет София фон Бранденбург (1674 – 1748)
Елизабет София фон Бранденбург (на немски: Elisabeth Sophie von Brandenburg; * 5 април 1674, Кьолн (Берлин); † 22 ноември 1748, Рьомхилд) от династията Хоенцолерн, е принцеса от Бранденбург и чрез женитби херцогиня на Курландия (1691 – 1698), маркграфиня на Бранденбург-Байройт (1703 – 1712), и херцогиня на Саксония-Майнинген (1714 – 1724).

## Живот
Тя е дъщеря на великия курфюрст Фридрих Вилхелм фон Бранденбург (1620 – 1688) и втората му съпруга херцогиня Доротея София фон Шлезвиг-Холщайн-Зондербург-Глюксбург (1636 – 1689).
Елизабет София се омъжва на 29 април 1691 г. за братовчед си Фридрих II Казимир Кетлер (1650 – 1698), херцог на Курландия. Тя е втората му съпруга. След смъртта на нейния съпруг († 22 януари 1698) тя бяга през 1700 г., заради Великата северна война (1700 – 1721), с наследствения принц от Курландия в двора на нейния полубрат Фридрих в Прусия.
Втори път тя се омъжва на 30 март 1703 г. в Потсдам за Кристиан Ернст (1644 – 1712), маркграф на Бранденбург-Байройт. Тя е третата му съпруга. Кристиан Ернст купува за съпругата си маркграфския дворец в Ерланген, подарява ѝ го през 1704 г. и в нейна чест го нарича Елизабетенбург. Бракът е бездетен.
Елизабет София се омъжва трети път на 3 юни 1714 г. в дворец Еренбург в Кобург за Ернст Лудвиг I фон Саксония-Майнинген (1672 – 1724). Тя е втората му съпруга. Те нямат деца.
Елизабет София умира 24 години след последния си съпруг на 74 години във вдовишкия си дворец Глюксбург в Рьомхилд и е погребана в Майнинген.

## Деца
Елизабет София има от първия си брак с херцога на Курландия децата:
- Фридрих Вилхелм (1692 – 1711), херцог на Курландия (1698 – 1711)

∞ 1710 царица Анна Ивановна от Русия (1693 – 1740)
- Леополд Карл (1693 – 1697)